# Indennità di disoccupazione
L'indennità di disoccupazione è un istituto a favore dei soggetti che si trovino in uno stato di disoccupazione involontaria.

## Caratteri generali
Tramite esso lo Stato finanzia il sostentamento di individui disoccupati che, non avendo la possibilità di offrire prestazione lavorativa alcuna, non percepiscono reddito da lavoro. Questo tipo di indennità, concessa dallo Stato principalmente sotto forma di sussidi, è una pratica ampiamente diffusa in Europa e negli Stati Uniti.
A seconda della giurisdizione sul lavoro vigente e dello status della persona, le somme erogate possono coprire solo i bisogni essenziali oppure possono compensare il mancato guadagno in modo proporzionale al salario precedentemente percepito. Spesso fa parte di un più ampio programma di previdenza sociale.
È finanziata attraverso una somma che il lavoratore versa periodicamente all'INPS.

## Nel mondo

### Italia

#### Disoccupazione pre-riforma Governo Fornero
L'indennità di disoccupazione in Italia, prima del 2013, era distinta in due tipi:
- indennità di disoccupazione ordinaria  - consisteva in erogazioni di denaro per una durata complessiva di otto mesi per i lavoratori che non avessero ancora compiuto il 50º anno di vita, mentre per coloro che li avessero superato 50 anni di età, il periodo dell'indennità veniva prolungato fino a dodici mesi.
- indennità di disoccupazione con requisiti ridotti - nel caso in cui non si avesse diritto all'indennità di disoccupazione ordinaria, dal primo gennaio al trentunesimo giorno di marzo di ogni anno, era possibile presentare l'istanza con requisitì ridotti, un'unica erogazione in denaro relativa al periodo di vuoto nell'anno precedente.

Le erogazioni di denaro, per l'indennità di disoccupazione ordinaria, erano le seguenti:
- 60% dello stipendio (lordo) precedentemente percepito per sei mesi,
- 50% dello stipendio (lordo) precedentemente percepito per il settimo e l'ottavo mese,
- 40% dello stipendio (lordo) precedentemente percepito per i restanti mesi (solo per lavoratori con più di 50 anni di età).

Le erogazioni di denaro, per l'indennità di disoccupazione con requisiti ridotti, erano le seguenti:
- 35% dello stipendio lordo (media dell'anno precedente) fino a centoventi giorni
- 40% dello stipendio lordo (media dell'anno precedente) i restanti sessanta giorni

L'indennità economica erogata dall'Inps è rivolta a coloro i quali sono in possesso dei requisiti previsti dalla normativa.

#### Riforma Fornero
La Riforma del lavoro Fornero sostituì i precedenti trattamenti di indennità di disoccupazione con dei simili ma rivisti ammortizzatori: nascono così l'Aspi e la MiniAspi, che prevedono - oltre che differenze tra loro in termini di requisiti e durata - un trattamento diversificato rispetto all'indennità di mobilità.

#### Riforma del Governo Renzi - la nascita della NAspi
La Nuova assicurazione sociale per l’impiego (Naspi) è stata introdotta dal Decreto Legislativo 4 marzo 2015, n. 22, e sostituisce l’ASpI e la MiniASpI con riferimento agli eventi di disoccupazione a partire dal 1º maggio 2015.
La Naspi cambia e innova completamente i requisiti contributivi per l'erogazione dell'indennità e la loro durata.